# Isla del Rey (Chile)
Isla del Rey ("Ilha do Rei") é a maior ilha da região chilena de Los Ríos. está localizado no fluxo pluvial do rio Valdivia próximo à baía Corral. Ao leste, a ilha é separada do continente pelo rio Futa e, ao sul, pelo rio Tornagaleones.